# Budur, Yelbarga
Budur là một làng thuộc tehsil Yelbarga, huyện Koppal, bang Karnataka, Ấn Độ.